# باول هندرسون (لاعب كريكت)
باول هندرسون (22 أكتوبر 1974 - )  (بالإنجليزية: Paul Henderson)‏ هو لاعب كريكت بريطاني.